# Ван Никерк, Джо
Иоханн Кристиан ван Никерк (африк. Johann Christiaan van Niekerk, родился 14 мая 1980 года в Порт-Элизабет) — южноафриканский регбист, выступавший на позициях фланкера и восьмого. Дважды победитель Кубка Хейнекен (2013 и 2014). В настоящее время — предприниматель, владелец фермы Rama Organica в Коста-Рике.

## Биография

### Клубная карьера
Ван Никерк вырос в Йоханнесбурге. Выступал за команды из Супер Регби «Лайонз» (ранее называлась «Кэтс») и «Стормерз». В Кубке Карри играл за клуб «Уэстерн Провинс». В 2008 году ван Никерк стал игроком «Тулона», выиграв в составе тулонцев он выиграл чемпионат Франции один раз (сезон 2013/2014). Признавался лучшим регбистом Топ-14 в марте и апреле 2009 года. В 2010 году он должен был перейти в ряды «Нортгемптон Сэйнтс», однако из-за серьёзных проблем игрока со здоровьем сделка сорвалась. Контракт ван Никерка с французским клубом был продлён позже в 2012 году.
В мае 2013 года ван Никерк стал обладателем Кубка Хейнекен, победив в составе «Тулона» в финале команду «Клермон Овернь». Игровую карьеру ван Никерк завершил после финала Кубка Хейнекен 2014 года, став двукратным обладателем этого приза — причиной ухода стала физическая и психическая усталость. По версии издания Rugbyrama ван Никерк занимает 8-е место среди лучших игроков клуба за всю ег историю.

### Карьера в сборной
Ван Никерк входит в число немногих игроков «спрингбоков», которые дебютировали за сборную ЮАР, ещё не сыграв ни одного матча в Кубке Карри или в Супер 12. Будучи капитаном сборной школьников, юниорской сборной (до 19 лет) и молодёжной сборной (до 21 года), 21 июня 2001 года ван Никерк дебютировал в матче против «Олл Блэкс» в Кейптауне (поражение «Спрингбокс» со счётом 3:12). В 2002 году он был признан лучшим регбистом ЮАР по итогам года: в том году занесённые им попытки помогли победить в Кубке трёх наций австралийцев.
В 2003 году сборная ЮАР выступила на чемпионате мира в Австралии, но потерпела поражение на стадии четвертьфинала от новозеландцев. Перед турниром сборная проходила подготовку в военном лагере Стаалдраад на границе с Ботсваной, где игроков подвергали невыносимой муштре и психологическому давлению: За три дня ван Никерк сбросил несколько килограмм: он утверждал, что ему ещё потом долго снились ночные кошмары о пребывании в лагере.
В 2004 году благодаря тому же Никерку сборная ЮАР победила снова австралийцев на Кубке трёх наций. Травма не позволила ему попасть в заявку сборной ЮАР на победный для них чемпионат мира во Франции. В 2008 году перед матчем Кубка трёх наций против новозеландцев ван Никерк неожиданно для многих попал в стартовый состав «Спрингбокс»; в игре против Аргентины на том Кубке он занёс две попытки. 5 июня 2010 года он провёл свой последний матч за сборную ЮАР против Уэльса, который прошёл в Кардиффе (победа южноафриканцев 36:31). Всего в активе ван Никерка 52 игры и 50 очков.
4 июня 2011 года ван Никерк провёл один матч за клуб «Барбарианс» против Уэльса, завершившийся победой «варваров» со счётом 31:28 — после его результативной передачи попытку занёс Джо Текори.
В сезоне 2000/2001 также играл за сборную ЮАР по регби-7 в Мировой серии.

### Стиль игры
Ван Никерк, выступавший на позиции нападающего третьего ряда в одной группе с Бобби Скинстедом, мог соревноваться теоретически с любым фланкером или восьмым в мире по комплекции и по игровым навыкам, вследствие чего в начале 2000-х ван Никерка называли одним из лучших фланкеров мира. Чаще всего он использовался в качестве запасного и нередко заносил критически важные попытки для «спрингбоков». Тем не менее, из-за травм его потенциал так и не был раскрыт до конца.

### Вне регби
С 2014 года Джо проживает со своей супругой Мари в Коста-Рике, где владеет органической фермой Rama Organica. Занимается йогой для укрепления здоровья.

## Достижения
- Чемпион Франции: 2013/2014
- Победитель Кубка Хейнекен: 2013, 2014
- Финалист Европейского кубка вызова: 2010
- Победитель Кубка трёх наций: 2004
- Регбист года в ЮАР: 2002
- Лучший регбист Топ-14: март и апрель 2009